# روب بندرس
روب بندرس (بالهولندية: Rob Penders) (31 ديسمبر 1975 بزاندام في هولندا - ) هو لاعب كرة قدم هولندي في مركز الدفاع. لعب مع ناك بريدا ونادي روسيندال ‏.

## وصلات خارجية
- روب بندرس على موقع قاعدة بيانات كرة القدم.إي يو (الإنجليزية)